# Občina Veržej
Občina Veržej (slovinsky Občina Veržej, německy Gemeinde Wernsee) je jednou z 212 občin ve Slovinsku. Nachází se v Pomurském regionu na území historického Dolního Štýrska. Občinu tvoří 3 sídla, její rozloha je 12,0 km² a k 1. lednu 2017 zde žilo 1 315 obyvatel. Správním střediskem občiny je vesnice Veržej.

## Členění občiny
Občina se dělí na sídla: Banovci, Bunčani, Veržej.